# Sage Group
Sage Group plc es un conglomerado multinacional de software con sede en Newcastle-upon-Tyne, Reino Unido. Es la segunda mayor empresa tecnológica del Reino Unido y el tercer proveedor de software de planificación de recursos empresariales a nivel mundial (tras Oracle y SAP). A su vez, es el mayor proveedor para pequeñas y medianas empresas, con más de 6 millones de clientes.  Cuenta con oficinas en 24 países.
Sage cotiza en la Bolsa de Londres y forma parte del índice bursátil FTSE 100.